# DOFO
DOFO (DObrá FOtografie) byla skupina předních olomouckých fotografů, založená roku 1958. Skupina zanikla roku 1967 a krátce obnovila činnost roku 1973 a 1975.

## Činnost skupiny
Za iniciátory vzniku skupiny jsou považováni Antonín Gribovský a malíř Slavoj Kovařík. Skupina se ustavila z členů Krajského poradního sboru pro fotografii v Olomouci roku 1958, ale za oficiální datum jejího vzniku je považováno datum 11. ledna 1959, kdy je poprvé Skupina DOFO uvedena v katalogu výstav. V prosinci 1959 zveřejnila i své programové prohlášení. Skupina sdružovala zkušené a vynikající fotografy jako byl Rupert Kytka i začátečníky jako Ivo Přeček a její složení se měnilo. Až na Viléma Reichmanna byli všichni amatérští fotografové a čtyři z osmi stálých členů pracovali jako dělníci v továrně. Po celou dobu byl předsedou Jaromír Kohoutek a navenek skupinu zastupoval Jaroslav Vávra. Jádro skupiny představovali Hajn, Kytka, Přeček, Vávra a Kohoutek, kteří se zúčastnili všech jejích výstav. Teprve roku 1965 byla skupina oficiálně zaregistrována jako jediná tvůrčí skupina fotografů ve Svazu československých výtvarných umělců.
Prvním teoretikem skupiny byl malíř Slavoj Kovařík a po něm se této funkce od roku 1962 ujal Václav Zykmund. Vilém Reichmann se připojil v únoru 1962, když se mu předtím nepodařilo založit v Praze skupinu fotografů zaměřenou na poetickou interpretaci reality. Oba skupinu opustili roku 1965. Údaj abART, že někteří fotografové skupiny DOFO byli zároveň členy skupiny Máj 57 nelze doložit žádnou společnou výstavou. Rozpad skupiny souvisel s opětovným zákazem tvůrčích skupin na počátku normalizace. Po smrti J. Kohoutka (1970) skupinu krátce obnovil J. Vávra při příležitosti dvou výstav v roce 1973 a 1975.
Na přelomu 50. a 60. let byla DOFO jedinou oficiální fotografickou skupinou v bývalém Československu, která v době konjunktury dokumentární fotografie měla zcela vyhraněný výtvarný charakter. Tvorba členů DOFO navazovala na přerušenou tradici meziválečné avantgardy, která se snažila o zrovnoprávnění fotografie s výtvarným uměním. Společnými rysy jejich tvorby bylo obnovení fotografické výtvarnosti, věcná a antisentimenální poetičnost založená na výtvarné metafoře, systematická práce s detailem i názorová jednotnost s respektem k tvůrčím individualitám. Řada členů začínala s fotografickými momentkami ve stylu poezie všedního dne, ale postupně směřovali k výtvarné fotografii ovlivněné současným uměním, zejména pop-artem a op-artem. Ivo Přeček se vedle invenčních zátiší z prostředí továrny věnoval také fotomontáži na principu symetrie a vytvářel trojrozměrné objekty. Jaroslav Vávra využíval tvůrčím způsobem hloubkovou a pohybovou neostrost a později fotografoval akty na které promítal lineární rastry z diapozitivů ve stylu op-artu. Rupert Kytka a Vojtěch Sapara se po roce 1970 věnovali horské krajinářské fotografii a Jan Hajn začal fotografovat starou Olomouc.
Vojtěch Sapara a Jaroslav Vávra byli členy poradního sboru Okresního kulturního střediska v Olomouci a všichni členové působili jako lektoři brněnské školy Svazu českých fotografů a také ve fotografické sekci Vlastivědné společnosti muzejní v Olomouci, kde školili nové adepty fotografie.

## Seznam členů
- Milan Dobeš (1929-)
- Jiří Gregorek, RNDr. PhMr. (1929–2017)
- Antonín Gribovský (1933–1989)
- Jan Hajn (1923–2006)
- Jaromír Kohoutek (1905–1970)
- Slavoj Kovařík (1923–2003)
- Rupert Kytka (1910–1993)
- Zdeněk Matlocha (1931-)
- Ivo Přeček (1935–2006)
- Vincenc Přeček (1930-) - pouze kandidát členství ve skupině DOFO, neprokázal kvalitu a nebyl přijat
- Vilém Reichmann (1908–1991)
- Vojtěch Sapara (1923–2004)
- Jaroslav Vávra (1920–1981)
- Václav Zykmund (1914–1984)

## Výstavy
- 1959 výstava fotografických prací členů krajského poradního sboru pro amatérskou fotografii, Dům umění Olomouc
- 1959 DOFO, fotografická skupina, Hospodářská škola, Olomouc
- 1960 Fotoskupina DOFO Olomouc, Kabinet fotografie Jaromíra Funka, Brno
- 1961 DOFO, Foyer divadla O. Stibora, Olomouc
- 1962 Skupina DOFO, text V. Zykmund, Dům umění Olomouc
- 1962 Výstava fotografií skupiny DOFO, Kabinet fotografie Jaromíra Funka, Brno
- 1963 Skupina DOFO, Valašské Meziříčí
- 1963 Skupina DOFO, Divadlo Na zábradlí, Praha
- 1965 Fotografická skupina DOFO, text V. Zykmund, Kabinet fotografie Jaromíra Funka, Brno
- 1967 DOFO, skupina fotografů při SČSVU, Vlastivědný ústav Přerov
- 1973 Tvůrčí skupiny, Staroměstská radnice, Galerie hlavního města Prahy
- 1975 Tvůrčí skupina SČF DOFO, Městské muzeum Varnsdorf
- 1995 Výstava fotografií skupiny DOFO, Uměleckoprůmyslové muzeum, Brno, Muzeum umění Olomouc

## Katalogy
- Fotoskupina DOFO Olomouc, skládačka, Dům umění města Brna 1960
- Václav Zykmund, Fotografie skupiny DOFO: Hajn, Kohoutek, Kytka, Přeček, Reichmann, Vávra, kat. 8 s., Dům umění města Brna 1965
- Antonín Dufek a kol., Fotoskupina DOFO: fotografie z let 1958–1975, 84 s., Moravská galerie v Brně 1995